# SZD-18 Czajka
SZD-18 Czajka – polski, jednomiejscowy szybowiec zaprojektowany w Szybowcowym Zakładzie Doświadczalnym w Bielsku-Białej.

## Historia

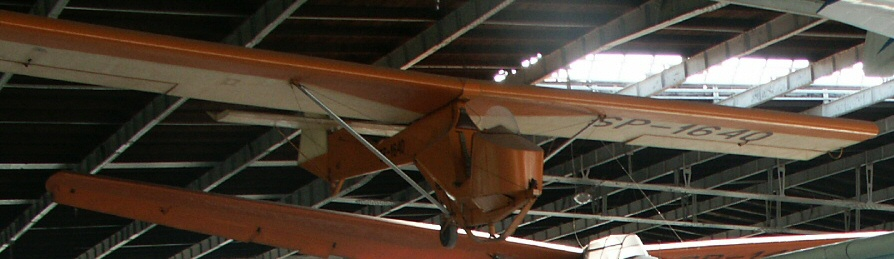
SZD-18 Czajka w zbiorach Muzeum Lotnictwa Polskiego w Krakowie

Szybowiec powstał w wyniku konkursu ogłoszonego w 1955 roku przez Zarząd Główny Ligi Przyjaciół Żołnierza na następcę popularnego szybowca IS-3 ABC. W marcu 1956 roku za zwycięzcę konkursu uznano projekt Tadeusza Grudzieńskiego, oznaczony godłem X-11 „Czajka”. Projekt oceniono jako oryginalny i zawierający niekonwencjonalne rozwiązania.
W 1956 roku realizację projektu zlecono Szybowcowemu Zakładowi Doświadczalnemu w Bielsku. Po przekonstruowaniu pod kierunkiem inż. Władysława Okarmusa, szybowiec ten otrzymał oznaczenie SZD-18 „Czajka”. W stosunku do projektu konkursowego wprowadzono zmiany: zastosowano profil płata R-III, zwiększono powierzchnię usterzenia oraz dodano odejmowalną osłonę miejsca pilota (kabinkę). Przy projektowaniu wprowadzono rozwiązania ułatwiające produkcję seryjną, tj. zamienność elementów takich jak lotki i połówka steru kierunku. Dla poprawy eksploatacji uproszczono konstrukcję szybowca tak aby jego naprawa była możliwa nawet w warunkach lotniska polowego. Jego prototyp, o znakach rejestracyjnych SP-1640, został oblatany 30 listopada 1956 roku przez Adama Zientka.
W wyniku doświadczeń uzyskanych podczas pierwszego etapu badań w locie, trwających od 30 listopada 1956 do 17 lutego 1957 roku, w konstrukcji szybowca wprowadzono szereg zmian. Powiększeniu uległ steru kierunku, zwiększony został zakres jego wychyleń oraz zmieniono kąt zaklinowania statecznika poziomego. Zmniejszeniu uległ zakres wychyleń lotek. Przekonstruowane zostało podwozie, zmieniono położenie kółka oraz zwiększono wysokość płozy ogonowej. Przeprowadzono również loty zapoznawcze i porównawcze z szybowcem IS-3 ABC. Podczas drugiego etapu badań, od 18 lutego do 16 marca 1957 roku dokonano właściwych prób i pomiarów poprawionego szybowca. Wykazały one dobre własności lotne, szybowiec miał mniejszą prędkość startu i lądowania, nie pozwalał się wprowadzić w korkociąg ani też doprowadzić do przeciągnięcia statycznego. Dobrze sprawował się zarówno podczas starów z użyciem wyciągarki jak i samolotu holującego.
Z uwagi na planowane zmiany w zakresie szkolenia pilotów szybowcowych (przejście na metodę dwumiejscową) projekt został zarzucony. Prototyp był eksploatowany w Aeroklubie Warszawskim, następnie przekazano go w 1966 roku do zbiorów Muzeum Lotnictwa Polskiego w Krakowie.

## Konstrukcja
Szybowiec szkolny w układzie zastrzałowego górnopłata konstrukcji drewnianej.

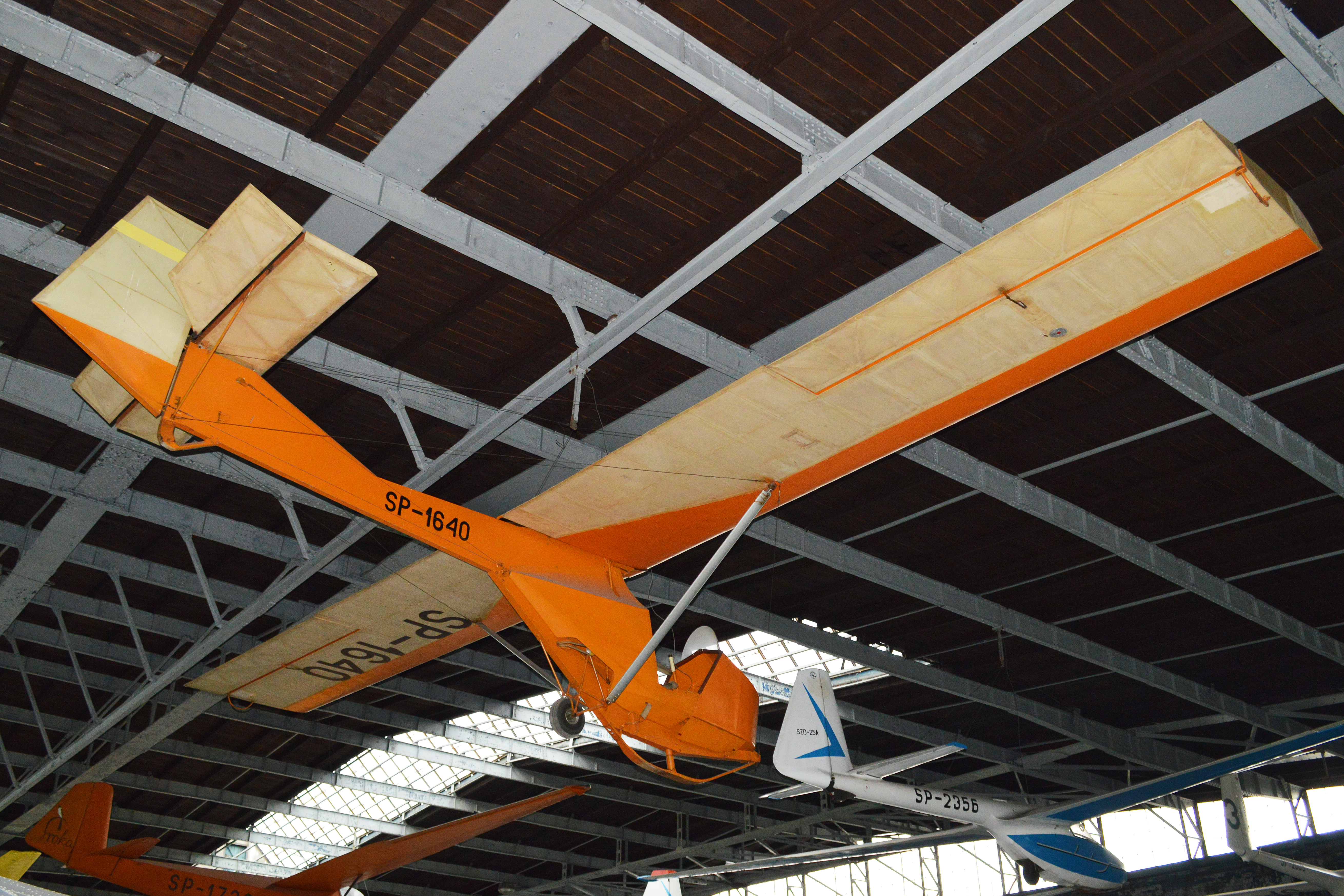
Widok na szybowiec od dołu

Kadłub wykonany z dwóch belek skrzynkowych i słupka połączonych ze sobą śrubami. Na dolnej skrzynce zamocowane są: siodełko pilota, pasy pilota, sterownica (pedały, drążek sterowy i napędy sterów), hak do startu z liny gumowej, zaczep przedni i dolny do startu z wyciągarki, uchwyty na ciężarki wyważające, płoza z amortyzatorem sprężynowo-tarciowym. Belkę ogonową usztywniają linki, biegnące od skrzydeł. Istniała możliwość zamontowania osłony miejsca pilota wykonanej ze sklejki.
Płat dwudzielny, o obrysie prostokątnym, jednodźwigarowy z dźwigarem pomocniczym skośnym oraz kesonem krytym sklejką. Tylna część płata kryta płótnem. Skrzydło usztywnione linkami, wyposażone na końcach w płozy z rurek stalowych, chroniące je oraz lotkę, przy lądowaniu. Podparte zastarzałymi zaadaptowanymi ze stójek międzyskrzydłowych CSS-13. Lotki zamienne, kryte płótnem, o napędzie różnicowym. Usterzenie klasyczne, krzyżowe, zamontowane na tylnej części górnej belki. Konstrukcja drewniana, kryte sklejką i płótnem, napęd sterów linkowy. Statecznik poziomy podparty zastrzałami.
Podwozie jednotorowe z płozą przednią, kółkiem głównym o wymiarach 300x126 mm zawieszonym na ramie z rur stalowych i płozą ogonową. Zawieszona wahliwie rama podwozia amortyzowana jest sznurem gumowym, skok kółka ograniczony do 100 mm.

## Malowanie
Powierzchnie drewniane malowane na pomarańczowo, powierzchnie płócienne cellonowane. Znaki rejestracyjne w kolorze czarnym.